# Croton moustiquensis
Espèce
Classification APG III (2009)
Croton moustiquensis est une espèce de plantes à fleurs du genre Croton et de la famille des Euphorbiaceae présente sur Hispaniola.